# 新屋嶺村
新屋嶺村，別稱新屋居，位於香港文錦渡口岸對面，連接蓮蔴坑路，為本地人及客家人村落，20世紀50年代有村民一百三十多人，主要為原籍寶安的張氏，由深圳河北岸的黃貝嶺而來。